# Абаза, Алексей Борисович
Алексе́й Бори́сович Абаза́ (англ. Alexis Abaza; 4 (17) марта 1916, станция Яомынь (КВЖД), южная Маньчжурия — 15 декабря 1994, Сан-Франциско, США) — американский пианист, композитор и музыкальный педагог российского происхождения, из дворянского рода Абаза.

## Биография
Родился 4 марта 1916 года на станции Яомынь в Маньчжурии, в семье российского инженера Бориса Алексеевича Абаза, находившегося с 1915 года в командировке по обслуживанию КВЖД.
18 июня 1933 года окончил русскую частную гимназию Христианского союза молодых людей в Харбине (6 выпуск), а также Высшую музыкальную школу имени А. К. Глазунова под руководством скрипача профессора У. М. Гольдштейна. Продолжил обучение в Токио у Лео Сироты, Леонида Крейцера и Александра Могилевского. Свой первый сольный концерт сыграл 11 декабря 1935 года в Тяньцзине и позднее выступал с сольными программами в Токио и Маньчжоу-го.
С 1937 по 1943 год в качестве постоянного фортепианного аккомпаниатора сотрудничал со скрипачом Александром Могилевским в его концертах по Японии, а также записи на Columbia Records в Токио.
4 августа 1943 года прибыл из Токио в Маньчжурию, а в 1944 году стал лауреатом четвёртого Северо-Китайского конкурса композиторов с симфонической поэмой «Сумерки». Занимаясь композицией, активно использовал элементы китайской национальной музыки. Влияние на молодого композитора оказал его друг композитор А. Н. Черепнин.
В 1954 году его работы «Китайский танец с барабанами для фортепиано» и «Воспоминания о Китае для скрипки» получили высокую оценку на первом съезде китайских композиторов. Работал на Харбинской центральной радиостанции.
После Второй мировой войны переехал в СССР. В 1962 году окончил консерваторию по классу композиции.
В 1973 году остался на Западе во время зарубежных гастролей в Нидерландах, где сотрудничал с музыкальным издателем A.J. Heuwekemeijer, опубликовав ряд своих работ — детский альбом «Ringelrei», прелюдию и фугу ор. 55, фортепианные концерты и другое.
В 1977 году переехал в США, где в Сан-Франциско основал свою частную музыкальную школу. Он является автором таких фортепианных произведений как, Toccata и Fugue op. 43, Idyll and Fugue op. 52, детский альбом, Lyrische Variationen op. 73 и Sonata quasi Fantasia op. 75. Он опубликовал биографии своих учителей, пианистов Леонида Крейцера и Лео Сироты.
В 1982 и 1983 годах был приглашён в Китайскую Народную Республику для проведения мастер-классов по фортепиано и композиции в консерватории Шэньяна. Он также прочитал лекцию под названием «Эстетические проблемы современной музыки».
В 1984 году ряд музыкантов из восемнадцати стран основали Международный комитет по представлению фортепианной музыки Алексея Абаза (The International Committee to Proffer the Pianofortemusic of Alexis Abaza). Целью комитета было продвижение международного конкурса для определения лучших исполнений фортепианных произведений Абазы (председателем комитета долгое время был американский пианист Шура Черкасский). Был членом Тихоокеанского музыкального общества Сан-Франциско (Pacific Musical Society of San Francisco).
Скончался 15 декабря 1994 года в Сан-Франциско.

## Сочинения
Оратория
• "An Address at Gettysburg by Abraham Lincoln, Optimistic Requiem" для баритона, хора и оркестра .
• "Chinesische Ballade", соч. 76. Шестнадцать небольших фортепианных пьес на основе китайских мелодий, 1986 .

## Семья
- Отец — Борис Алексеевич Абаза (25.08.1883, Ростов-на-Дону, — 1970, Новокузнецк) окончил Харьковский технологический институт, с 1915 по 1951 год — инженер КВЖД, с 1954 года жил в Кемерово, с 1955 — в Грозном, с 1957 — в станице Пролетарская, с 1963 — в Новокузнецке.
- Мать — Ксения Ивановна Абаза (06.01.1889 [19.01.1887] — ?)
- Брат — Георгий Борисович Абаза (16.10.1917, ст. Яомынь — 1992)
- Брат — Игорь Борисович Абаза (14/27 апреля 1919, ст. Яомынь — 22 июня 2007)
- Сестра — Валентина Борисовна Абаза (род. 28.07.1923, ст. Хэндаохэцзы), пианистка, проживает в Австралии (на январь 2021).
- Сестра — Нина Борисовна Кириевская (24.09.1920, ст. Пограничная — 1991), замужем за Алексеем Сергеевичем Кириевским (28.02.1907 — ?), их дочь — Алла Алексеевна Кириевская (род. 1943)
- Жена — Людмила Борисовна Абаза (в девичестве Ганина, в первом браке Петрова; род. 1915 — ?)
  - Дочь — Ирина Алексеевна Абаза
  - Сын — Дмитрий Алексеевич Абаза